# 擁藍試驗機
擁藍試驗機是洛克希德公司製造的概念驗證機，其後發展為F-117夜鷹戰鬥攻擊機。

## 發展

### 起源
609

## 規格

### 一般資料
- 製造商：洛克希德公司
- 乘員：1人
- 翼展：6.86公尺（22英尺6英吋）
- 長度：14.4公尺（47英尺3英吋）
- 高度：2.29公尺（7英尺6英吋）
- 空重：4060公斤（8950磅）
- 最大起飛重量：5670公斤（12500磅）
- 發動機：一具奇異J85渦輪噴射引擎

### 性能
- 最大速度：965公里/時（600英里/時）
- 推力重量比：0.46–0.62

## 另見
- F-117夜鷹戰鬥攻擊機
- 試驗機列表
- 默藍驗證機

## 外部連結
- 擁藍計畫頁面 （页面存档备份，存于）